# Водозахисник

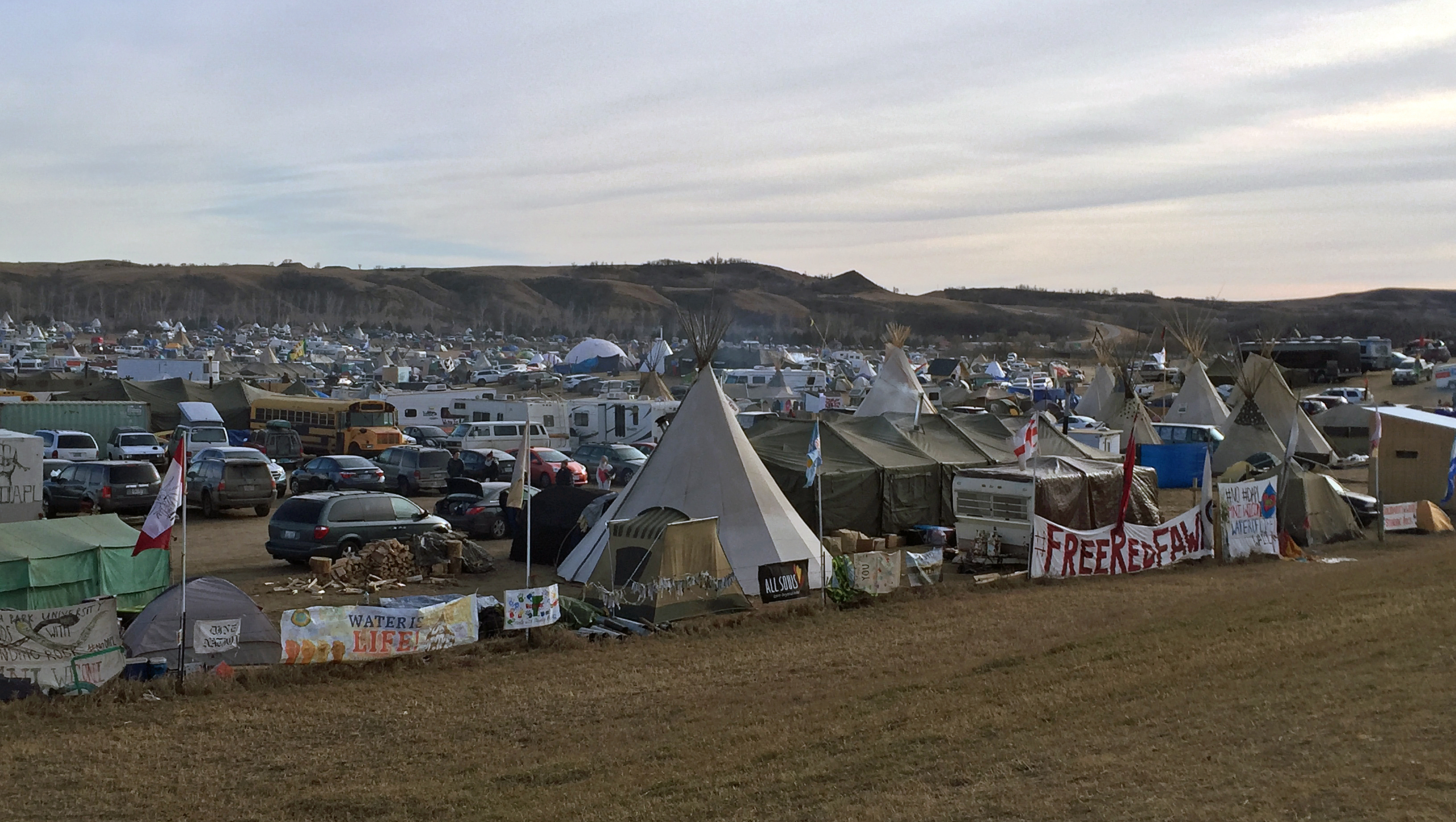
Табір Оцеті Саковіна в таборах протесту на трубі доступу до Дакоти в Північній Дакоті

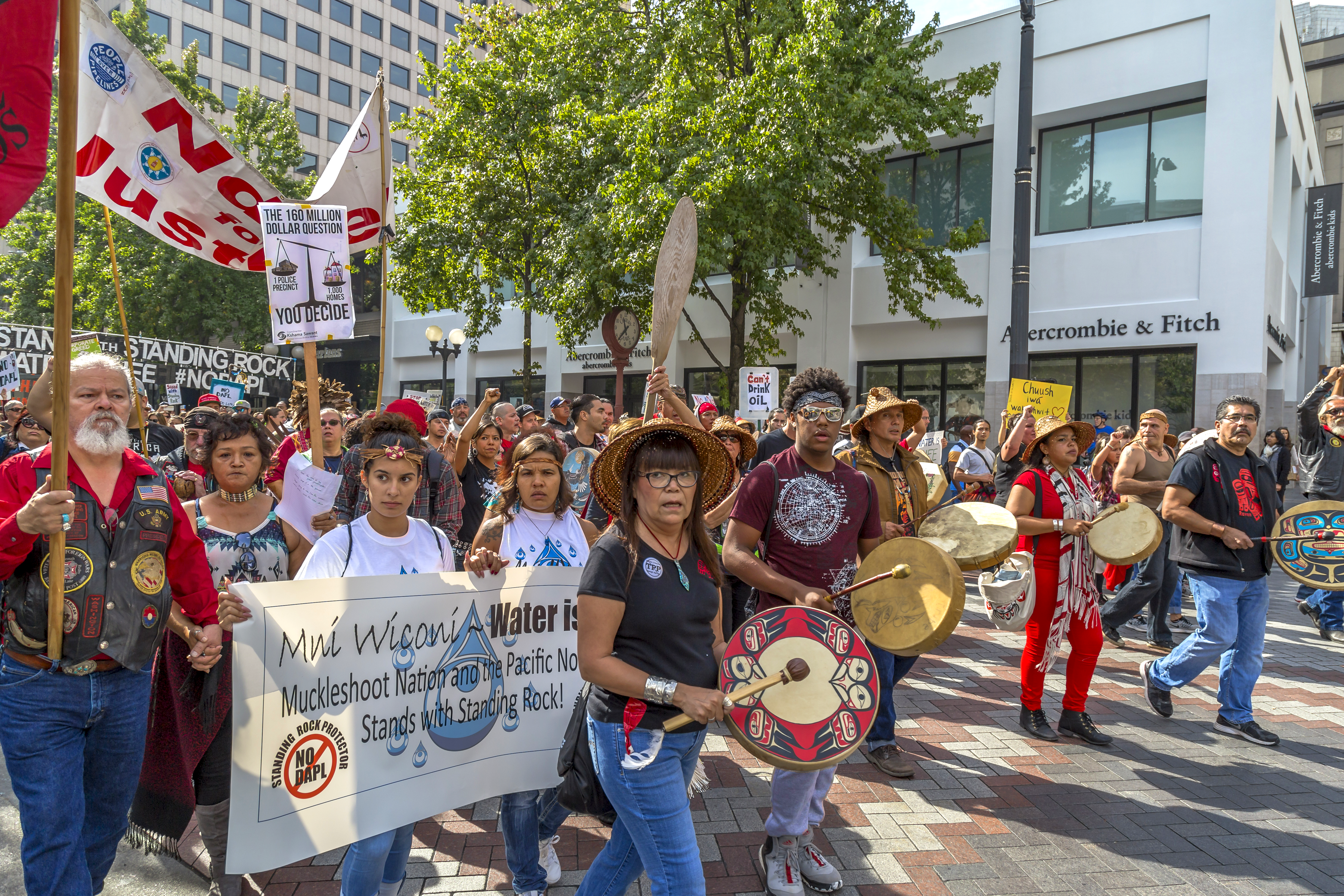
Водозахисники марширують у Сіетлі

Водозахисник — активіст чи активістка, які зосереджені на захисті водних ресурсів та водних систем. Назва «водозахисник (водозахисниця)», його аналіз і стиль активності виникли у корінних громад Північної Америки під час протестів проти газогону Дакота в індіанській резервації Стендінг-Рок, які розпочалися з табору на землі Ладонни Брав Алларда у квітні 2016 року.
Захисники та захисниці води подібні до захисників та захисниць землі, але відрізняються від інших екологічних активістів філософією та підходом, що ґрунтується на культурній перспективі корінного населення, яка розглядає воду та землю як священні. Цей зв'язок з водою виходить за межі простого доступу до чистої питної води і походить від переконань, що вода необхідна для життя і що вода є родичкою, а тому до неї потрібно ставитися з повагою. Таким чином, причини для захисту води є давнішими, більш цілісними та інтегрованими в ширше культурне та духовне ціле, ніж у більшості сучасних форм екологічної активності, які можуть більше ґрунтуватися на розгляді води та інших видобувних ресурсів як товарів.
Історично захисники та захисниці води очолювалися або складалися з жінок, тому що, як вода забезпечує життя, так і жінки.

## Вода— це життя (Mní Wichón)
«Вода — це життя» — це вираз, пов'язаний із захисниками води.
Вираз виникає через відносини, які корінні спільноти мають з водою та іншими формами життя, які вони вважають життєво важливими для свого виживання. «Вода — це життя» відображає довготривалі стосунки, які корінні спільноти мають з водою, і те, за що борються захисники води. «Вода — це життя» не просто відображає необхідність доступу корінних народів до чистої води, а й показує, як вода використовується під час церемонії та важливу роль, яку вода відіграє в їхніх системах вірування. Як пояснює філософ Потаватомі Кайл Повіс Вайт, ідея про те, що «вода — це життя», базується на «системах управління корінними народами, які підтримують культурну цілісність, економічну життєздатність, політичне самовизначення та здатність змінюватися та пристосовуватися до динаміки екосистем».
Таким чином, у багатьох громадах корінних народів вода розглядається як щось, що приносить життя іншим істотам навколо неї, і вона розглядається як член суспільства, якого необхідно захищати. Оскільки вода дуже поважається, люди підносять їй подарунки, моляться і співають воді, щоб створити стосунки з водою та захистити її. Оскільки в громадах корінних народів жінки вважаються дарувальницями життя, часто вони відповідають за охорону води.

## Роль і дії
Захисники та захисниці води були залучені до дій проти будівництва кількох трубопроводів, а також інших проєктів промисловості викопного палива та діяльності з видобутку ресурсів, таких як гідророзрив, що може призвести до забруднення води.
Дії активістів та активісток включали традиційні прямі активності, такі як блокади на заповідних землях і традиційних територіях, щоб перешкодити корпораціям брати участь у видобутку ресурсів. Захисники та захисниці води та землі також створювали табори опору, щоб знову окупувати свої традиційні території та заставити чужинців від них відмовитися. Зазвичай частина цих таборів, коли їх очолюють корінні народи, є зміцненням культурних зв'язків і традицій із включенням таких заходів, як відродження мови. Вони також вживають заходів за межами протесту, які ґрунтуються на церемонії. Ці дії включають спів пісень воді, піднесення тютюну до води та молитви до води.
Такі дії відображають важливість, яку вода має для цих громад.
Багато захисників та захисниць води — жінки. У багатьох індіанських культурах і культурах жінки мають сильний зв'язок з водою, місяцем і циклами припливів, оскільки вони здатні завагітніти та народити. Оскільки вони дають життя, жінки корінного населення відіграють важливу роль і високо цінуються у своїх громадах. Таким чином, жінки також несуть відповідальність за догляд за водою, і вода поверне прихильність, давши життя навколишньому середовищу.
У культурі анішінаабе, наприклад, жінки проводять церемонії на честь води, а вода вважається живою і має дух.
Жозефіна Мандамін була старійшиною анішінаабе та активісткою, яка ініціювала прогулянки Матері-Землі, також відомі як Водні прогулянки Матері-Землі.
Вона та інші жінки почали ходити, несучи мідні відра з водою, навколо Великих озер. Коли жінки йшли, вони співали й молилися, зміцнюючи глибокі зв'язки між своїми громадами та Великими озерами, а також їхні особисті зв'язки з водою та землею. Ці прогулянки та пов'язані з ними події підвищили обізнаність і привнесли багатьох корінних жінок до більш міцних стосунків з водою. Хоча Мандамін померла в лютому 2019 року, її водні прогулянки надихнули багато інших водних прогулянок продовжувати в її пам'яті.
Інші відомі захисники води включають Отем Пельтьє (плем'я віквеміконгів); Марджорі Флауерс (інуїти), ЛаДонна Браве Булллард (дакота, лакота) і Фейт Споттед Орлан (сіу).

### Доступний трубопровід Дакоти
У 2016 році корінні громади протестували проти газопроводу Дакота протяжністю 1172 милі. Акція протесту була пов'язана з тим, що трубопровід мав бути побудований на землі корінних громад, що ставило під загрозу джерела води, від яких ці громади залежали. На передовій у цьому протесті були захисники та захисниці води, присвятивши свій час охороні джерела води та дотриманню своїх договорів. Як пояснюють еколог і ботанік Потаватомі Робін Вол Кіммерер і філософ-еколог Кетлін Дін Мур, «можна так сильно любити землю і воду, що щоб їх захистити, ви будете взимку в Північній Дакот іжити в наметі».
Рух швидко привернув увагу ЗМІ, і вважається одним із найбільших рухів опору індіанців за останні десятиліття. Однак під час цього протесту деякі ЗМІ, такі як The Blaze, провели кампанію дезінформації проти водозахисників та водозахисниць. Ця неправдива інформація створила наратив, який був шкідливий для захисників води та місцевих громад в цілому.

### Alton Gas
У травні 2018 року народи мікмаків у Новій Шотландії заблокували компанію Alton Gas у видобутку води з річки Шубенакаді для проєкту природного газу; проєкт порушував природний баланс між прісною та морською водою у припливному регіоні та загрожував питній воді, рибі та іншим водним ресурсам регіону.

### Водоспад Ондатра
Акції захисту води були вжиті по всій Канаді, включаючи проект гідрогреблі на водоспаді Маскрат у Лабрадорі.

### Трансгірський трубопровід
У горі Бернабі тисячі людей влаштували демонстрації проти газопроводу Trans Mountain.

### Табори опору Wet'suwet'en
У народів Wet'suwet'en постійно діють табори опору, включаючи табір Unist'ot'en та дії проти будівництва прибережного газопроводу GasLink та сильно мілітаризованого RCMP у Північній Британській Колумбії.

### Табори опору на лінії 3 Енбрідж
Протести «Стоп-Лінія 3» — це серія демонстрацій, що продовжуються в американському штаті Міннесота проти розширення нафтопроводу «Лінія 3» у Енбриджі по новому маршруту. З серпня 2020 року по вересень 2021 року було заарештовано понад 800 водозахисників та водозахисниць

### Табір L'eau Est La Vie (трубопровід через міст Баю)
Охоронці та охорониці води в таборі L'eau Est La Vie (« Вода — це життя») чинили опір газогону Bayou Bridge з 2017 року до його завершення в 2019 році шляхом прямих позовів та судових баталій, що спричиняло значні затримки та додаткову вартість проекту.

## Захисники та захисниці води в популярній культурі та ЗМІ

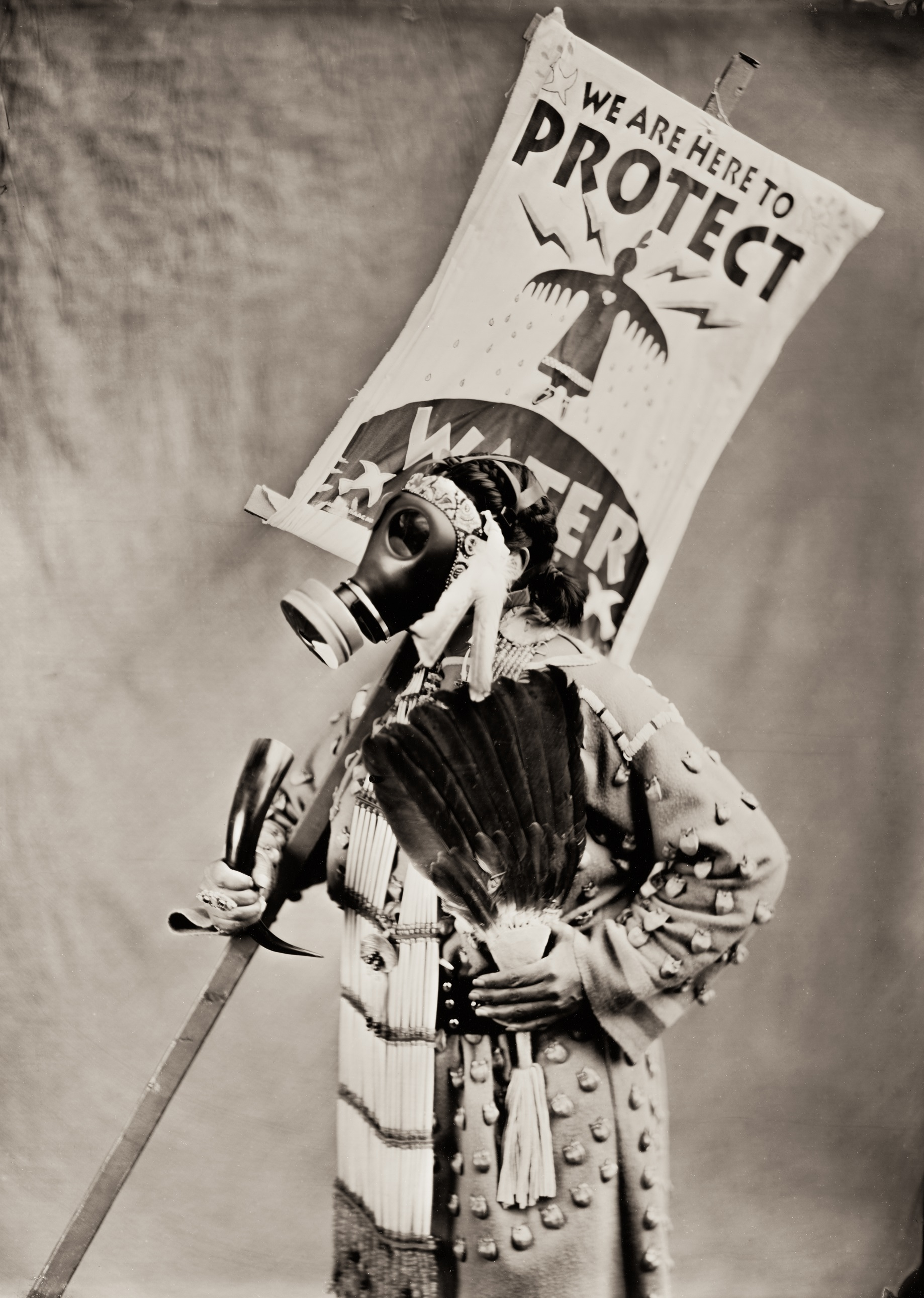
Ні духовній капітуляції — фото із Флоріс Вайт Булл (Ганкпапа Лакота — Кочіті Пуебло). Активістка тримає знак із зображенням жінки-громової птахи, створеної Ісааком Мердоком

Було видано кілька дитячих книжок про водозахисників та водозахисниць. The Water Walker — це книжка з картинками, написана та ілюстрована Джоанн Робертсон, і розповідає історію про Жозефіну Мандамін та її любов до нібі (води), її прогулянки по воді та важливість захисту води. We Are Water Protectors, написана Керол Ліндстром та ілюстрована Мікаелою Гоад, була володаркою медалі Калдекотта 2021 року, а також фіналісткою премії Кіркуса та найкращою книгою Кіркуса 2020 року. Історія «натхнена багатьма рухами, очолюваними корінними народами в Північній Америці». Історія дає інформацію про роль захисників та захисниць води в громадах та важливість охорони вод.
Про ролі та дії захисників води знято художні та документальні фільми. Awake: A Dream from Standing Rock був випущений Bullfrog films у 2017 році. Він документує зусилля водозахисників поблизу резервації Стендінг-Рок, щоб зупинити розвиток трубопроводу доступу Дакота (DAPL). Його назвали найвідомішим із документальних фільмів, знятих після дійства Standing Rock.
У 2016 році Національна рада з кіно Канади опублікувала історію та підбірку фільмів про захист від води у своєму блозі. У дописі простежується історія опору трубопроводів на тлі опору Standing Rock, а також фотографії та добірка фільмів Громадяни проти нафтових гігантів. Продюсеркою і режисеркою фільму «Подорож захисників води вздовж річки Сіпекнекатік», прем'єра якого відбулася в травні 2018 року, виступила Еліза Ноквуд. Фільм задокументує роботу захисників та захисниць води племені мікмаків, які активізувалися щоб захистити річку Сіпекнекатік від розсолу, який скидається в неї Alton Gas.
Одним із найбільш знакових зображень захисту води та інших екологічних протестів є трафаретний відбиток «Вода — це життя», створений художником і активістом Анішінаабе Айзеком Мердоком. Художниця Крісті Белкорт зазначає, що образ «жінки-громової птахи» є «знаковим зображенням, яке можна було побачити на Стендінг-Рок і в усьому світі». Люди сприйняли цей образ як символ сили та стійкості". 6 листопада 2017 року Мердок намалював велику версію «Жінки-громової птахи» у співпраці з іншими групами, такими як Ні бздіяльності, на вулиці біля штаб-квартири Wells Fargo and Co. в Сан-Франциско на знак протесту проти розробки DAPL у тому, що SFWeekly назвав «партизанський мурал». Мердок і Белкорт зробили безкоштовними для завантаження зображення, створені їхньою рупою, включаючи Жінку-громову птаху та інші зображення захисників та захисниць води, для використання на протестах.